# Giannandrea Giustiniani Longo
Giannandrea Giustiniani Longo a été le 51e doge de Gênes du 4 janvier 1539 au 4 janvier 1541.